# جووانا سرتنوویچ
جووانا سرتنوویچ (انگلیسی: Jovana Sretenović؛ زادهٔ ۴ فوریهٔ ۱۹۸۶) بازیکن فوتبال اهل صربستان است.
وی همچنین در تیم‌های ملی فوتبال Serbia women's national under-19 football team و Serbia women's national football team بازی کرده‌است.